# Valentina Šljivić
Valentina Šljivić (rođ. Drakulić; Nova Gradiška, 23. oktobar 1975) predsednica je Centra za psihofizički razvoj OSAM, instruktorka Taičičuana i Ćigonga i terapeutkinja medicinskog ćigonga.

## Biografija
Detinjstvo je provela u Hrvatskoj do početka rata i raspada SFR Jugoslavije, 1991. godine od kada živi u Beogradu. U Beogradu završava srednju ekonomsku školu, u želji da nastavi školovanje i upiše Fakultet za fizičko vaspitanje, kada odustaje od studiranja zbog otežanih životnih okolnosti. Tokom rada u privatnom i korporativnom sektoru paralelno radi i završava studije Menadžmenta u ekonomiji na Alfa Univerzitetu „Braća Karić” u Beogradu.
Govori engleski, italijanski i stručni kineski jezik iz oblasti istočnjačkih veština i TCM-a kojima se bavi.
Valentina Šljivić vodi porodičan život i majka je dvoje dece.

## Veštine Taičičuan i Ćigong
Taičičiuanom počinje rekreativno da se bavi 2000. godine u klubu „Hua Kang” u Beogradu. Kao rezultat posvećnog i predanog vežbanja u disciplini Taičičuan osvaja:
- bronzanu medalju na Internacionalnom takmičenju u Budimpešti 2005. godine za sportsku formu 42
- srebrnu medalju na Evropskom takmičenju u Parizu 2006, sportska forma 42 pokreta,
- srebrnu medalju na Evropskom takmičenju u Parizu 2006, Taičimač sportska forma 42 pokreta
- srebrnu medalju na Evropskom takmičenju u Parizu 2006, grupa Taičimač sportska forma 42 pokreta.

Znanje dobija od renomiranih kineskih majstora pohađanjem seminara u Mađarskoj i Poljskoj u asocijaciji YMMA u školi Dr. Jang Jwing Minga 2004. i 2005. godine, gde usavršava Ćigong, Guranje ruku (pushing hands, tui shou). Od 2007. godine radila kao glavni asistent Taičičuana u Wu Shu klubu „Jong Ming” u Beogradu kod majstora Chen Jong Minga do 2012. godine.
Godine 2015. napustila je rad u privatnom i korporativnom sektoru posle 22 godine i otvorila kao Udruženje građana Centar OSAM putem koga promoviše istočnjačke veštine Taičičuan i Ćigong u Beogradu. Aktivno se bavi promovisanjem kineskih istočnjačkih veština u Centru Osam u kojem ima 70 aktivnih članova i preko 2000 korisnika koji su prošli neki od programa Centra Osam. Redovno održava časove Taičičuana i Ćigonga kao i radionice Taoističkih i Šaolinskih tehnika u cilju Negovanja Života u Beogradu.
Svake godine organizuje i održava više seminara Taičičuana i Ćigonga u prirodi na lokacijama širom Srbije.
Godine 2017. počela je sa učenjem kineskog medicinskog ćigonga od učitelja Jian Xiong Ninga, koji je jedan od učitelja i lekara u Centru i klinici Xuaxia u Narodnoj Republici Kini. Na holandskom Zhigong Institutu je diplomirala 2023. godine za zvanje Medicinskog Ćigong terapeuta pod nadzorom kineskog učitelja Jian Xiong Ning-a iz pokrajine Hainan u Kini.
Godine 2023. počinje da usavršava veštinu Baguazhang u Beogradu sa kineskim majstorom Li Shi Feng-om, suosnivačem Li Shi Feng Kung Fu Akademije iz pokrajine Henan u Kini.
Priprema izložbu sa svojim timom „Tai či u ogrlici od 8 bisera” koja će se održati u UK Parobrod i Kući Đure Jakšića u Beogradu u aprilu 2023.g.

## Svetski dan Taičičuana i Ćigonga u Beogradu
Već osam godinu za redom Valentina Šljivić sa svojim grupama za Taičičuan i Ćigonga organizuje obeležavanje Svetskog  dana Taičičuana i Ćigonga na Trgu Republike u Beogradu.
Ciljevi obeležavanja svetskog dana Taičičuana i Ćigonga su:
- Edukacija sveta o zdravstvenim efektima čoveka vežbanjem Taičija i Ćigonga koja potvrđuju i naučna medicinska istraživanja.
- Edukacija o efektima Kineske medicine na modele poslovanja, zdravstva, obrazovanja kao i u efikasnosti rehabilitacije kod bolesti zavisnosti.
- Edukacija o globalnoj viziji o mogućnostima isceljenja i ozdravljenja pratikovanjem kineskih tradicionalnih metoda i veština.
- Zahvalnost Kineskoj kulturi na darovanju veštine Taičičuana & Ćigonga

## Spoljašnje veze
- Званични веб-сајт
- „Valentina Šljivić nam je otkrila tajnu PODIZANJA VIBRACIJA zbog kojih je život LAKŠI I LEPŠI: "Vaše dobro daće više dobra za vas i vaše najbliže. To je zakon Univerzuma"”. Žena. Приступљено 6. 3. 2023.